# Cryphaea amurensis
Cryphaea amurensis är en bladmossart som beskrevs av Mikhail Stanislavovich Ignatov 1995. Cryphaea amurensis ingår i släktet Cryphaea och familjen Cryphaeaceae. Inga underarter finns listade i Catalogue of Life.